# Kintaisensaaret
Kintaisensaaret är öar i Finland. De ligger i sjön Höytiäinen och i kommunen Kontiolax i landskapet Norra Karelen, i den sydöstra delen av landet, 400 km nordost om huvudstaden Helsingfors. Öns största längd är 3,1 kilometer i nord-sydlig riktning. Notera att namnet antyder att det är fråga om flera öar.